# 8367 Bokusui
8367 Bokusui (1990 UL2) là một tiểu hành tinh vành đai chính được phát hiện ngày 23 tháng 10 năm 1990 bởi T. Seki ở Geisei.